# Sphecodes bogotensis
Sphecodes bogotensis là một loài Hymenoptera trong họ Halictidae. Loài này được Meyer mô tả khoa học năm 1922.